# مولی واکر
مولی واکر (انگلیسی: Molly Walker؛ زادهٔ 1898) بازیکن سابق فوتبال اهل انگلستان است. او بازیکن فوتبال اتحادیه زنان انگلیس و اولین بازیکن زن شناخته شده بود. او یکی از چهار بازیکنی بود که از باشگاه لنگستر به باشگاه فوتبال زنان دیک کر نقل مکان کردند. 